# Bizon
Bizon čili zubr (Bison) je taxon tradičně klasifikovaný jako rod podčeledi tuři (Bovinae), nově je však v této podčeledi klasifikován jako podrod rodu tur (Bos). Je zastoupen dvěma druhy:
- bizon/zubr americký (Bison bison či nově Bos bison), známý spíš jen jako bizon,
- zubr/bizon evropský (Bison bonasus či nově Bos bonasus), známý spíš jen jako zubr.

## Vyhynulé druhy
- Bison antiquus
- Bison degiulii
- Bison latifrons
- Bison occidentalis
- Bison priscus
- Bison schoetensacki